# My Love (Martin Solveig)
My Love è un singolo del disc jockey francese Martin Solveig, pubblicato il 29 giugno 2018.

## Tracce
CD singolo
1. My Love (Extended) – 5:25
2. My Love (Edit) – 3:15

## Classifiche
| Classifica (2018) | Posizione massima |
| ----------------- | ----------------- |
| Belgio (Fiandre)  | 52                |
| Belgio (Vallonia) | 22                |
| Francia           | 135               |